# بركوكس
بركوكس أو بركوكش هو طبق جزائري تقليدي شائع في أغلب مناطق الجزائر وخارجه مع أن لكل منطقة الطريقة في تحضيره، يعتقد أنه أكلة أمازيغية والبعض يربطه بالبدو العرب يحضر في المناسبات الدينية مثل المولد النبوي.

## التسمية
طبق جزائري تختلف تسمية الطبق باختلاف اللهجات في كل حيث يسمى "بْرْكُوكْس" في الغرب الجزائري و في الشرق يسمى العيش ومشتقة من كلمة أبْرْكوكش الأمازيغية "aberkukes"، المختزلة من كلمة أبْرْكسكسو "aberkeskesu" حيث تفيد كلمة "بر" (الشيئ العظيم أو الغليض) وغالبا ما تستخدم للتفخيم، بينما يقصد بكلمة "كسكسو" (الكسكس) وبالتالي فجمع الكلمتين يعني "ذو الحبوب الكبيرة" أو "الكسكس غليظ الحبوب" وهو في جميع الحالات يحيل إلى طريقة فتل حبوب هذا الطبق التي تكون أخشن وأغلض من الكسكس العادي المتعارف عليه.
يرى الكثير من الباحثين أن تسمية، بركوكش بربرية، ويرى الباحث إبراهيم بن مراد أن كلمة بركوكش قد تكون من اللاتينية (Praikokkia) أي البرقوق، وقد استعيرت لهذا النوع من الكسكسي الخشن لشبهه بالبرقوق في الاستدارة.[بحاجة لمصدر]

## طريقة التحضير

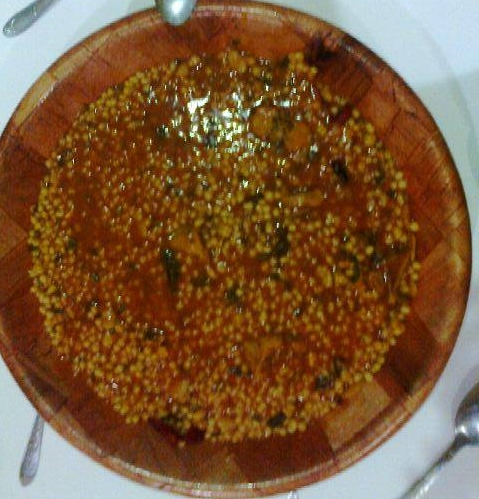
صورة لطبق بركوكش في الجزائر

ويحضر الطبق بالبخار أي باستعمال الكسكاس، مثل الكسكسي العادي. ويقع إعداد مرق خاص، به الكثير من البصل، ثم يقع خلط البركوكش بالمرق.
باستعمال القدر، بحيث يقع إعداد مرق به الكثير من الخضراوات (فول سوداني، حمص...) وعند إشراف هذا المرق على النضج يضاف إليه البركوكس.
1-في قدر نضع ملعقة زيت كبيرة تسخن أفرغ عليها بصل وثوم واللحم نقليهم جيداً ثم اضيف الطماطم والخضر نقلي الكل جيداً ثم طماطم مصبرة والتوابل نقلي الكل جيداً 5دقائق ونمرق الان بماء ساخن حوالي لتر ونصف نخلي الكل يستوي لما ينضج اللحم انزعه واترك المرق جانبا نطفي النار
2- نحضر البركوكس في البيت او اشتريه ادهنه بالزيت وتضعه في كسكاس يفور يتبخر مرة واحدة ثم ترش عليه ملعقتين ماء بارد وتخليه يتبخر للمرة الثانية.

3-لما يتبخر انزعه وتضعه في المرق السابق واشعل الفرن واتركيه يستوي.

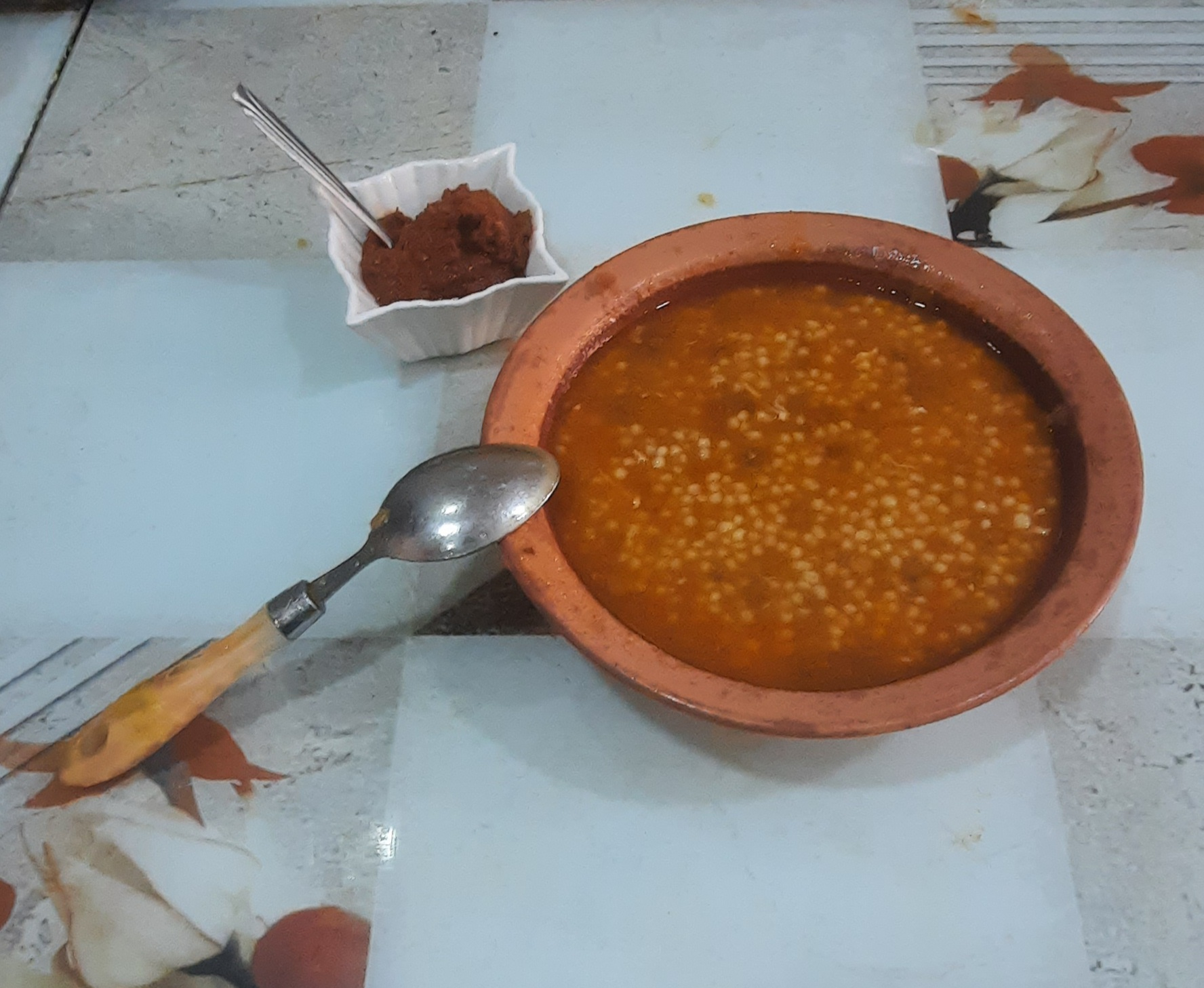
طبق العيْش سطيف الجزائر